# Zuje (rejon szarkowszczyński)
Zuje – dawna kolonia. Tereny, na których leżała, znajdują się obecnie na Białorusi, w obwodzie witebskim, w rejonie szarkowszczyńskim, w sielsowiecie Łużki.

## Historia
W czasach zaborów w powiecie dzisieńskim, w guberni wileńskiej Imperium Rosyjskiego, pod koniec XIX wieku własność Bernowiczów.
W latach 1921–1945 folwark a następnie kolonia (osada wojskowa) leżała w Polsce, w województwie wileńskim, w powiecie dziśnieńskim, w gminie Czerniewicze, a od 1929 w gminie Łużki.
Według Powszechnego Spisu Ludności z 1921 roku zamieszkiwało tu 11 osób, wszystkie były wyznania rzymskokatolickiego. Jednocześnie 3 mieszkańców zadeklarowało polską przynależność narodową, a 8 białoruską. Był tu 1 budynek mieszkalny. W 1931 w 10 domach zamieszkiwały 53 osoby.
Wierni należeli do parafii rzymskokatolickiej w Łużkach. Miejscowość podlegała pod Sąd Grodzki w Łużkach i Okręgowy w Wilnie; właściwy urząd pocztowy mieścił się w Łużkach.